# Galerie Paffrath

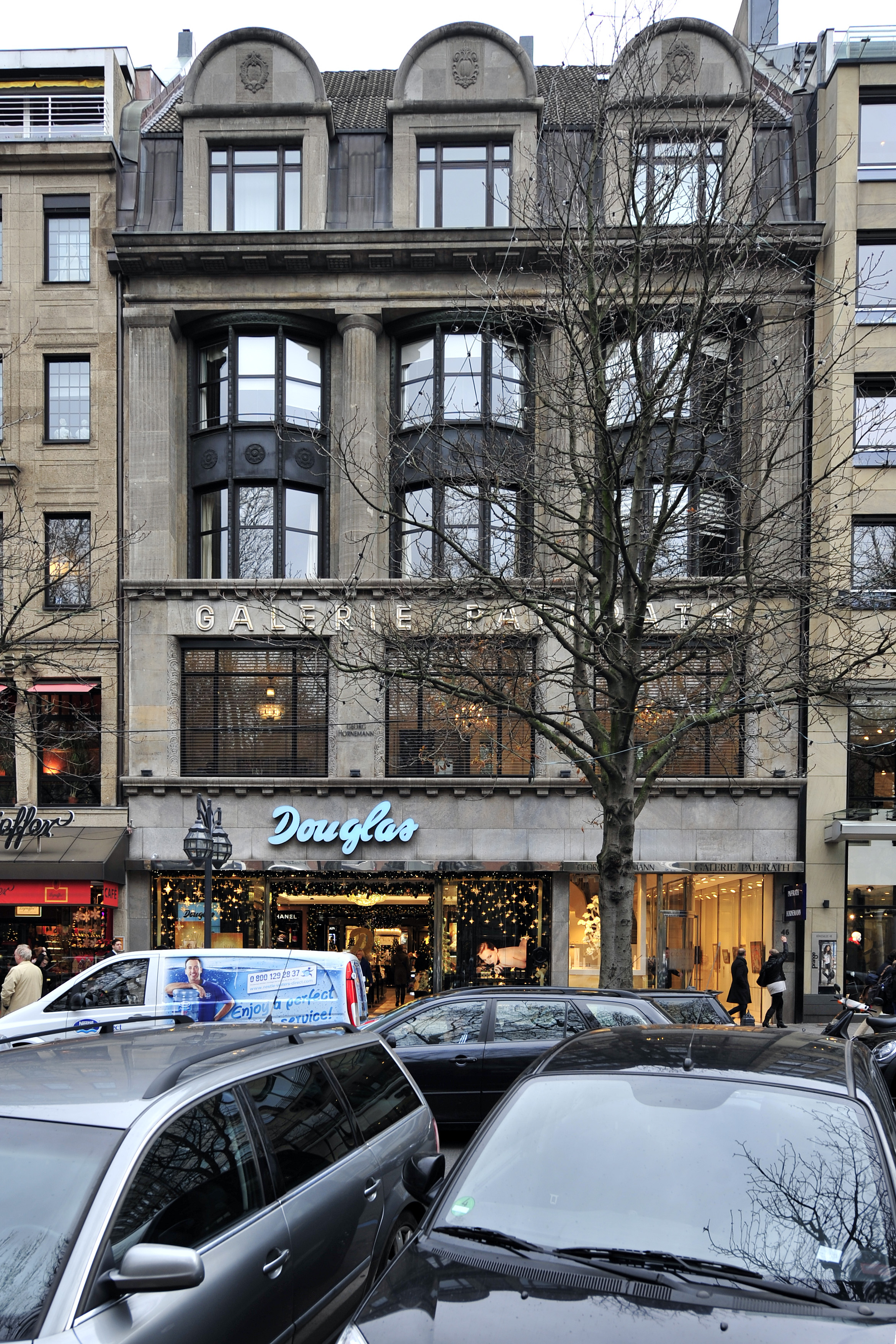
Königsallee 46

Die Galerie Paffrath ist eine Kunstgalerie in Düsseldorf, spezialisiert auf Gemälde des 19. Jahrhunderts.

## Profil
Die Galerie Paffrath ist spezialisiert auf Gemälde des 19. Jahrhunderts, insbesondere auf Werke von Malern der Düsseldorfer Schule, unter anderem Andreas Achenbach und Oswald Achenbach, Max Clarenbach, Hugo Mühlig, Johann Wilhelm Preyer und Emilie Preyer. Darüber hinaus verkauft die Galerie Gemälde von Malern der Klassischen Moderne sowie Werke von skandinavischen Künstlern des 19. Jahrhunderts wie Peder Mönsted oder Johan Laurentz Jensen.
Neben monografischen Ausstellungen zu einzelnen Künstlern zeigt die Galerie Paffrath zweimal jährlich, im Frühjahr und Herbst, die Neuerwerbungen der Galerie für jeweils zwei Wochen in einer gleichnamigen Ausstellung.

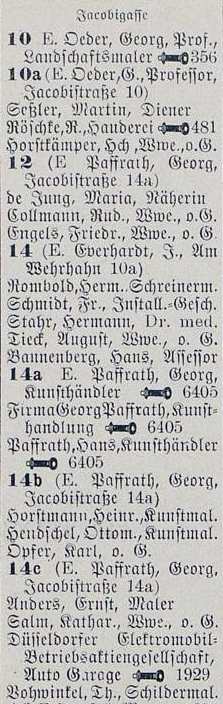
Oeder und Paffrath, Jacobistraße in 1910

## Geschichte
1867 gründete der Schreinermeister Johann Baptist Paffrath (1812–1880) in Düsseldorf eine Firma. Seine Schreinerei befand sich Anfang der 1860er Jahre in der Ritterstraße 3, in welcher er die Transportkisten für die in Übersee begehrten Werke der Maler der Düsseldorfer Malerschule und der Professoren der Kunstakademie fertigte. Auch richtete er Atelierräume für die Künstler ein. Die Maler blieben den Rechnungsbetrag oft schuldig und gaben stattdessen Bilder in Zahlung. Den Grundstock der Galerie bildete sozusagen die „Kistenschulden“. So begann der Kunsthandel neben dem Schreinerhandwerk auf der Jacobistraße im Haus Nr. 10 (1865) und der späteren Nr. 14a (nach 1870), in unmittelbar neben dem Künstlerverein Malkasten auf den Grundstücken des Georg Oeder. Der Umzug in das Haus Nr. 14a, welches auf dem Anwesen der ehemaligen Jacobi’schen Zuckermanufaktur lag, war notwendig, bevor Oeder 1872 sein Haus am Düsseldorfer Hofgarten an der Jacobistraße 10 bauen ließ.
Sein Sohn Georg Paffrath (1847–1925) übernahm 1878 die Kunsthandlung (Sitz Jacobistraße 14a) und baute sie im Zuge des Aufschwungs von Düsseldorf zu einer wohlhabenden Industrie- und Handelsstadt zu einer Kunstgalerie aus. 1914 zog die Kunstgalerie in das vom Architekten Hermann vom Endt gebaute Haus auf die Königsallee 46 um.
1918 übernahmen die beiden Söhne Hans Paffrath (1877–1958) und Georg Paffrath (1881–1944) die Galerie und teilten sich bis 1944 die kaufmännische und künstlerische Leitung. Sie erweiterten das Angebot um die Moderne und bauten Beziehungen zu Künstlern und Sammlern aus England, Italien, Frankreich, Skandinavien oder den USA auf und machten Paffrath zu einem internationalen Kunsthaus. Dazu kam eine intensive Beratertätigkeit für große deutsche Museen.
Nach der Zerstörung des Zweiten Weltkrieges baute Hans-Georg Paffrath die Galerie ab 1948 wieder auf, knüpfte an die Tradition, die sein Urgroßvater 1867 mit dem Grundstein für das Kunsthaus etabliert hatte, wieder an, und setzte sich für die Aufwertung der inzwischen im Schatten der Moderne stehenden Düsseldorfer Malerschule ein. 1987 übernahm Hans Paffrath die Leitung der Galerie von seinem Vater.

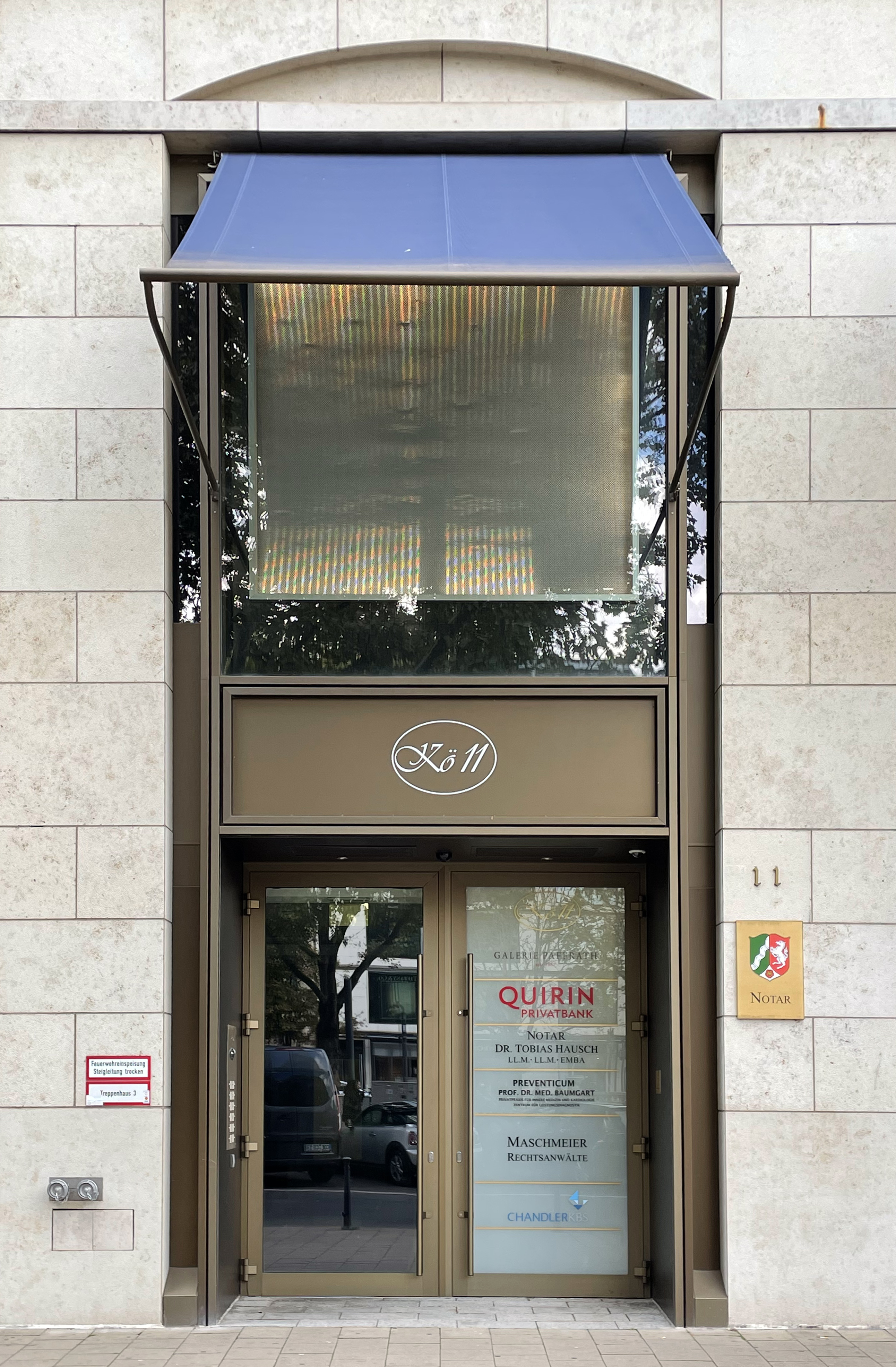
Breidenbacher Hof, Königsallee 11 (2022)

Im April 2022 zog die Galerie Paffrath in den Breidenbacher Hof, wo in der siebten Etage auf 800 Quadratmetern mehr als doppelt so viel Platz zur Verfügung steht. 
Die Düsseldorfer Centrum-Gruppe kaufte das Haus Königsallee 46.

## Publikationen der Galerie Paffrath
- 125 Jahre Galerie G. Paffrath 1867–1992. Jubiläumsausstellung. Galerie G. Paffrath, Düsseldorf 1992
- Kunstmuseum Düsseldorf im Ehrenhof, Galerie Paffrath (Hrsg.): Lexikon der Düsseldorfer Malerschule 1819–1918. 3 Bände. Bruckmann, München 1997–1998, ISBN 3-7654-3009-9, ISBN 3-7654-3010-2, ISBN 3-7654-3011-0
- Die Galerie, 150 Jahre Galerie Paffrath, Galerie G. Paffrath, Düsseldorf 2017[8]